# Rijksweg 37
La Rijksweg 37 (o A37) olandese parte da Hoogeveen, fino ad arrivare al confine con la Germania, al congiungimento con la Bundesstraße 402. L'autostrada è lunga 42 km.

## Percorso
|      | |        |                |  |  |
| Tipo | Indicazione                                                                                             | Uscita | Strada europea |  |  |
|      | Barriera Hoogeveen                                                                                      |        |                |  |  |
|      | Hoogeveen-Oost                                                                                          | 1      |                |  |  |
|      | Nieuwlande                                                                                              | 2      |                |  |  |
|      | Aree di servizio "Groote Veldblokken" e "Zwinderscheveld" (rispettivamente in carreggiate est ed ovest) |        |                |  |  |
|      | Oosterhesselen                                                                                          | 3      |                |  |  |
|      | Barriera Hoolsloot                                                                                      |        |                |  |  |
|      | Nieuw Amsterdam-West                                                                                    | 4      |                |  |  |
|      | Nieuw Amsterdam-Oost                                                                                    | 5      |                |  |  |
|      | Klazienaveen                                                                                            | 6      |                |  |  |
|      | Area di parcheggio "Oosterveen" (solo carreggiata est)                                                  |        |                |  |  |
|      | Zwartemeer                                                                                              | 7      |                |  |  |
|      | Bundesstraße 402 Confine di Stato - Germania                                                            |        |                |  |  |